# Świadectwo charakterystyki energetycznej budynku
Świadectwo charakterystyki energetycznej budynku (pot. certyfikat energetyczny) – termin wprowadzony w polskim ustawodawstwie z dniem 1 stycznia 2009 roku, jako wdrożenie dyrektywy 2002/91/WE Parlamentu Europejskiego i Rady Europy z 16 grudnia 2002 roku, której celem była poprawa sprawności energetycznej budynków. Aktualnie zagadnienia te są uregulowane przez odrębną ustawę z dnia 29 sierpnia 2014 o charakterystyce energetycznej budynków oraz rozporządzenie w sprawie metodologii wyznaczania charakterystyki energetycznej budynku lub części budynku oraz świadectw charakterystyki energetycznej. Świadectwo charakterystyki energetycznej budynku jest ważne 10 lat.
Nie należy mylić sprawdzenia charakterystyki energetycznej budynku z audytem energetycznym, który wynika z odmiennych aktów prawnych i jest używany dla potrzeb termomodernizacji.

## Treść prawa
Przepisy na podstawie których wprowadzono Świadectwo:
- Dyrektywa Parlamentu Europejskiego i Rady 2010/31/UE z dnia 19 maja 2010 r. w sprawie charakterystyki energetycznej budynków[5]
- Ustawa z dnia 29 sierpnia 2014 r. o charakterystyce energetycznej budynków (Dz.U. z 2020 r. poz. 213)
- Rozporządzenie Ministra Infrastruktury i Rozwoju z dnia 27 lutego 2015 r. w sprawie metodologii wyznaczania charakterystyki energetycznej budynku lub części budynku oraz świadectw charakterystyki energetycznej (Dz.U. z 2015 r. poz. 376)
- Rozporządzenie Ministra Infrastruktury i Rozwoju z dnia 17 lutego 2015 r. w sprawie sposobu dokonywania i szczegółowego zakresu weryfikacji świadectw charakterystyki energetycznej oraz protokołów z kontroli systemu ogrzewania lub systemu klimatyzacji (Dz.U. z 2015 r. poz. 246)
- Rozporządzenie Ministra Infrastruktury z dnia 12 kwietnia 2002 r. w sprawie warunków technicznych, jakim powinny odpowiadać budynki i ich usytuowanie (Dz.U. z 2022 r. poz. 1225)

Świadectwo określa wartość rocznego zapotrzebowania na nieodnawialną energię pierwotną (EP) i energię końcową (EK). Wyliczenia podane są w kWh/m²/rok. Energia pierwotna uwzględnia straty powstające na etapie jej produkcji i przesyłaniu. Może być większa od końcowej, gdy nośnikiem ciepła jest np. gaz, prąd lub mniejsza, gdy nośnikiem jest biomasa.
Świadectwo charakterystyki energetycznej budynku może sporządzać osoba, która jednocześnie spełnia 3 warunki (na podstawie ustawy o charakterystyce energetycznej budynków):
1. posiada pełną zdolność do czynności prawnych;
2. nie była skazana prawomocnym wyrokiem za przestępstwo przeciwko mieniu, wiarygodności dokumentów, obrotowi gospodarczemu, obrotowi pieniędzmi i papierami wartościowymi lub za przestępstwa skarbowe;
3. ukończyła:
a) studia wyższe zakończone uzyskaniem tytułu zawodowego inżyniera, inżyniera architekta, inżyniera architekta krajobrazu, inżyniera pożarnictwa, magistra inżyniera architekta, magistra inżyniera architekta krajobrazu, magistra inżyniera pożarnictwa albo magistra inżyniera,
albo
b) studia wyższe inne niż wymienione w lit. a oraz studia podyplomowe, których program uwzględnia zagadnienia związane z charakterystyką energetyczną budynków, wykonywaniem audytów energetycznych budynków, budownictwem energooszczędnym i odnawialnymi źródłami energii,
lub
4. posiada uprawnienia budowlane, o których mowa w art. 14 ust. 1 ustawy Prawo budowlane
Minister właściwy do spraw budownictwa, planowania i zagospodarowania przestrzennego oraz mieszkalnictwa prowadzi centralny rejestr charakterystyki energetycznej budynków, który obejmuje wykazy:
1) osób uprawnionych do sporządzania świadectw charakterystyki energetycznej;
2) osób uprawnionych do kontroli systemu ogrzewania lub systemu klimatyzacji;
3) świadectw charakterystyki energetycznej;
4) protokołów z kontroli systemu ogrzewania lub systemu klimatyzacji;
5) budynków, o których mowa w art. 3 ust. 2. o charakterystyce energetycznej budynków.
Wykazy o których mowa w pkt. 1, 2 i 5 udostępnione są za pośrednictwem Biuletynu Informacji Publicznej.
Świadectwo jest obligatoryjne dla budynków:
- budynki zbywane na podstawie umowy sprzedaży,
- lokale zbywane na podstawie umowy sprzedaży spółdzielczego własnościowego prawa do lokalu,
- budynki i lokale wynajmowane
- budynki, w których całkowita powierzchnia użytkowa wynosi powyżej 250 m² i jest zajmowana przez organy wymiaru sprawiedliwości, prokuraturę oraz organy administracji publicznej i w których dokonywana jest obsługa interesantów.

Zwolnione z posiadania świadectwa są:
- budynki podlegające ochronie na podstawie przepisów o ochronie zabytków i opiece nad zabytkami
- budynki kultu religijnego
- budynki przemysłowe oraz gospodarcze niewyposażone w instalacje zużywające energię, z wyłączeniem instalacji oświetlenia wbudowanego
- budynki mieszkalne, przeznaczone do użytkowania nie dłużej niż 4 miesiące w roku
- budynki wolnostojące o powierzchni użytkowej poniżej 50 m²
- gospodarstwa rolne o wskaźniku EP określającym roczne obliczeniowe zapotrzebowanie na nieodnawialną energię pierwotną na poziomie nie wyższym niż 50 kWh/(m2 * rok)[3]